# José Raúl Delgado
Artikeln följer den spanska namnseden; faderns efternamn är Delgado och moderns efternamn Diez.
José Raúl Delgado Diez, född den 25 augusti 1960 i Meneses i Municipio de Yaguajay, är en kubansk före detta basebollspelare som tog guld för Kuba vid olympiska sommarspelen 1992 i Barcelona.